# Маунт-Вернон (Айова)
Маунт-Вернон (англ. Mount Vernon) — місто (англ. city) в США, в окрузі Лінн штату Айова. Населення — 4527 осіб (2020).

## Географія
Маунт-Вернон розташований за координатами 41°55′25″ пн. ш. 91°25′26″ зх. д. / 41.92361° пн. ш. 91.42389° зх. д. (41.923650, -91.423763). За даними Бюро перепису населення США в 2010 році місто мало площу 9,06 км², з яких 9,05 км² — суходіл та 0,02 км² — водойми.

## Демографія
Згідно з переписом 2010 року, у місті мешкало 4506 осіб у 1353 домогосподарствах у складі 894 родин. Густота населення становила 497 осіб/км². Було 1397 помешкань (154/км²).
Расовий склад населення:
| - 95,0 % — білих - 1,7 % — азіатів - 0,9 % — чорних або афроамериканців - 0,2 % — корінних американців |

До двох чи більше рас належало 1,6 %. Частка іспаномовних становила 1,9 % від усіх жителів.
За віковим діапазоном населення розподілялося таким чином: 22,9 % — особи молодші 18 років, 67,6 % — особи у віці 18—64 років, 9,5 % — особи у віці 65 років та старші. Медіана віку мешканця становила 24,4 року. На 100 осіб жіночої статі у місті припадало 94,1 чоловіків; на 100 жінок у віці від 18 років та старших — 92,0 чоловіків також старших 18 років.
Середній дохід на одне домашнє господарство становив 75 888 доларів США (медіана — 68 910), а середній дохід на одну сім'ю — 90 660 доларів (медіана — 86 291). Медіана доходів становила 52 423 долари для чоловіків та 44 881 долар для жінок. За межею бідності перебувало 4,9 % осіб, у тому числі 0,0 % дітей у віці до 18 років та 3,9 % осіб у віці 65 років та старших.
Цивільне працевлаштоване населення становило 2320 осіб. Основні галузі зайнятості: освіта, охорона здоров'я та соціальна допомога — 45,1 %, роздрібна торгівля — 11,2 %, виробництво — 8,6 %, науковці, спеціалісти, менеджери — 7,8 %.